# 샤텔라용플라주

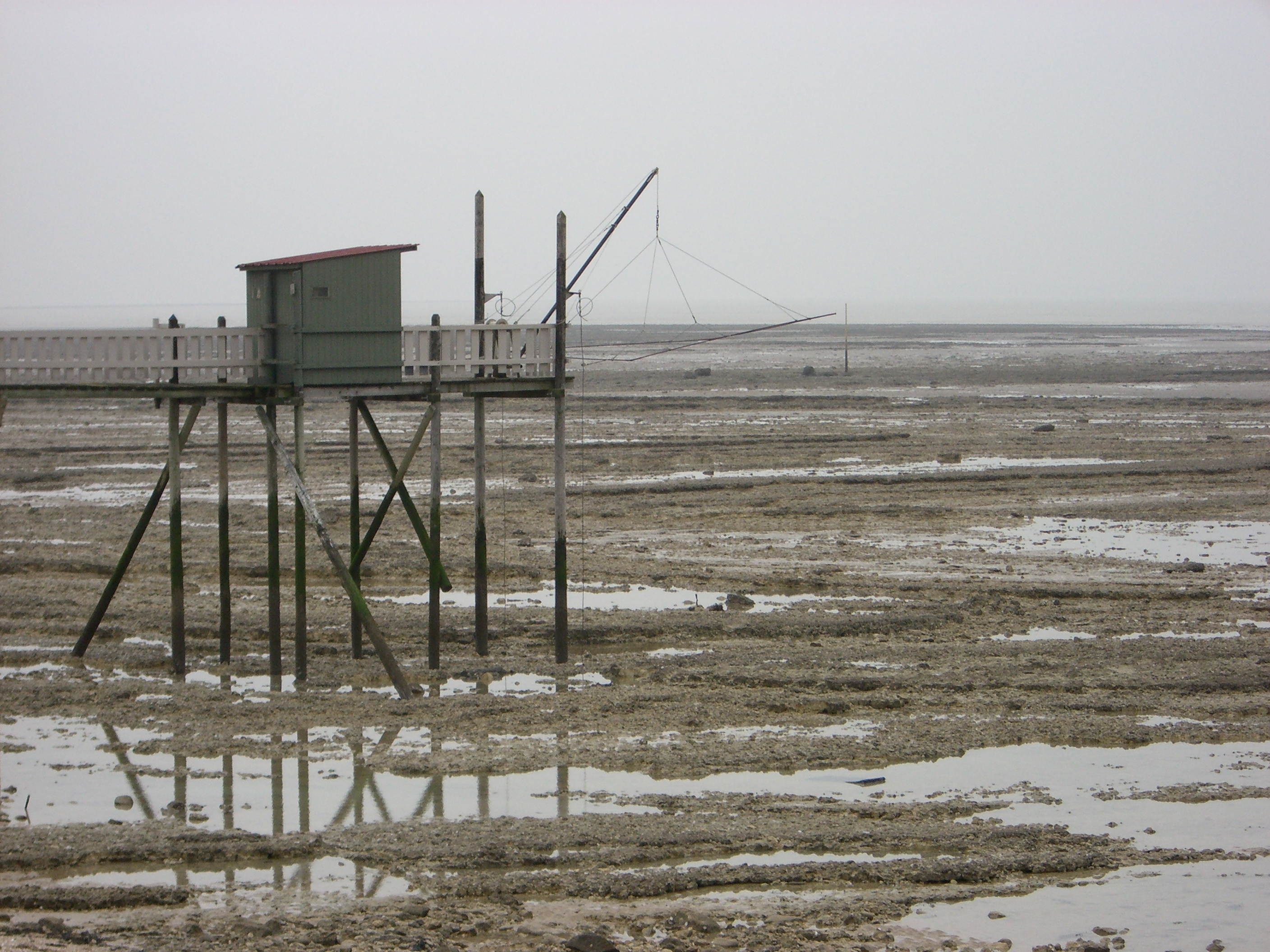
샤텔라용플라주

샤텔라용플라주(프랑스어: Châtelaillon-Plage)는 프랑스 푸아투샤랑트 샤랑트마리팀주에 위치한 도시로 면적은 6.59km2, 인구는 6,049명(2008년 기준), 인구 밀도는 920명/km2이다. 샤랑트마리팀 주의 주도인 라로셸의 남쪽에 위치한다.

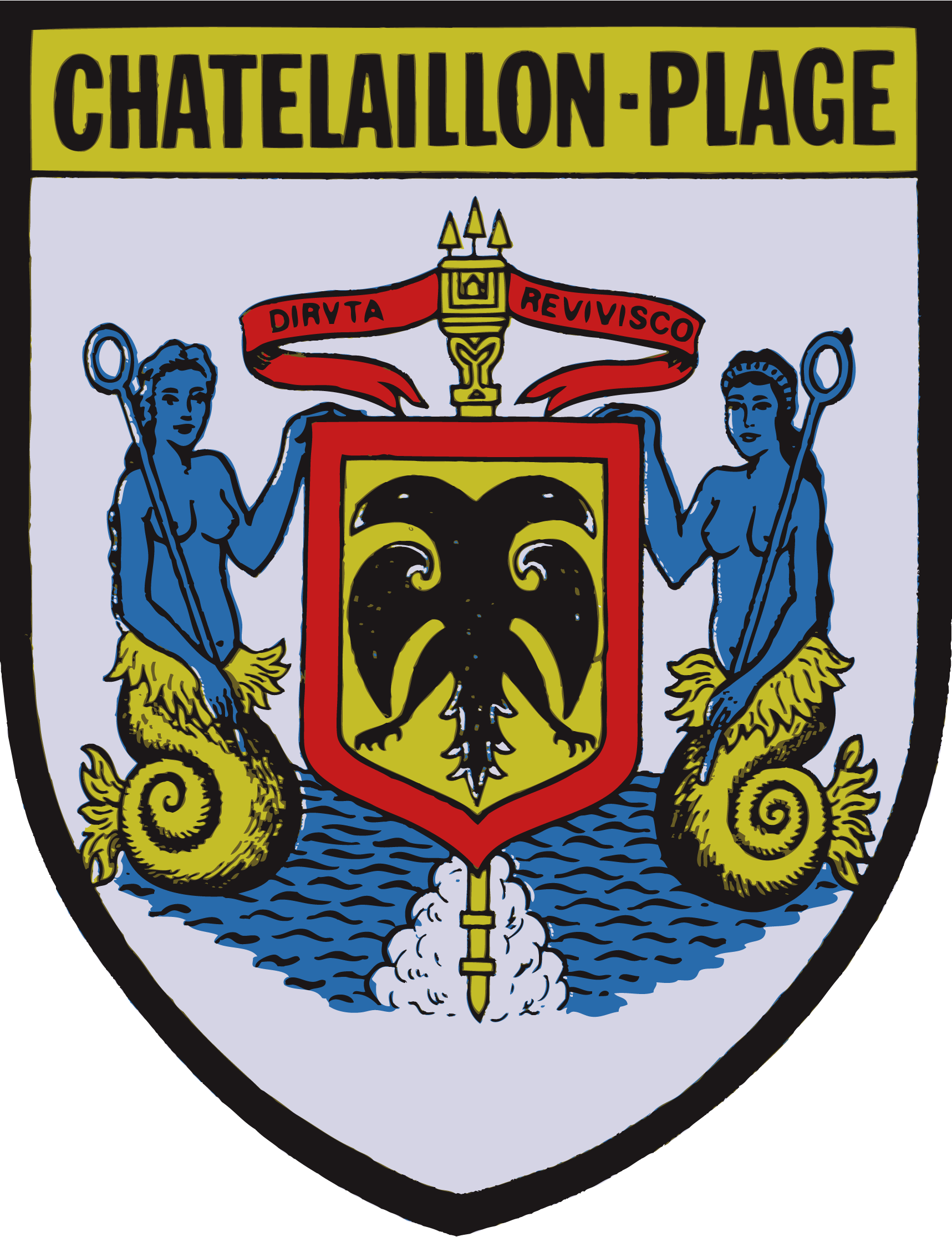
시 문장

## 인구
| 연도 | 인구  | ±%     |
| ---- | ----- | ------ |
| 1962 | 5,234 | —      |
| 1968 | 5,347 | +2.2%  |
| 1975 | 5,354 | +0.1%  |
| 1982 | 5,439 | +1.6%  |
| 1990 | 4,993 | −8.2%  |
| 1999 | 5,625 | +12.7% |
| 2008 | 6,049 | +7.5%  |

## 같이 보기
- 샤랑트마리팀주의 코뮌 목록